# Непростимо (1999)
Непростимо (на английски: Unforgiven) е второто и първо самостоятелно pay-per-view събитие от поредицата Непростимо, продуцирано от Световната федерация по кеч (WWF). Събитието се провежда на 26 септември 1999 г. в Шарлът, Северна Каролина.

## Обща информация
Основното събитие е шесторно предизвикателство - мач без елиминации, състоящ се от шест кечисти за вакантната Титла на WWF. Ледения Стив Остин е специален гост съдия за мача. Мачът включва Трите Хикса, Скалата, Менкайнд, Кейн, Грамадата и Британския Булдог. Трите Хикса тушира Скалата след педигри, за да спечели титлата.
В мачовете на събитието са включени специални гости съдии поради това, че съдиите на WWF са в „стачка“, поради непрекъснати нападения върху тях от кечисти. Въпреки това, само един съдия на WWF – Джим Кордерас служи като рефер на събитието.

## Резултати
| №                                         | Резултати                                                                      | Правила                                                                                          | Време |
| ----------------------------------------- | ------------------------------------------------------------------------------ | ------------------------------------------------------------------------------------------------ | ----- |
| 1                                         | Вал Винъс побеждава Стив Блекман                                               | Индивидуален мач със Стив Ломбарди като специален гост съдия                                     | 06:29 |
| 2                                         | Д'Ло Браун поб. Марк Хенри (ш)                                                 | Индивидуален мач за Европейската титла на WWF с Том Причард като специален гост съдия            | 09:11 |
| 3                                         | Джеф Джарет (ш) (с Мис Кити) поб. Чайна чрез дисквалификация                   | Индивидуален мач за Интерконтиненталната титла на WWF с Харви Уипълман като специален гост съдия | 11:51 |
| 4                                         | Дяконите (Брадшоу и Фарук) поб. Дъдли бойз (Бъба Рей Дъдли и Дивон Дъдли)      | Отборен мач                                                                                      | 07:28 |
| 5                                         | Айвъри (ш) поб. Луна Вашон                                                     | Хардкор мач за Титлата при жените на WWF с Харви Уипълман като специален гост съдия              | 03:37 |
| 6                                         | Разбойниците на Новото време (Били Гън и Роуд Дог) (ш) поб. Острието и Крисчън | Отборен мач за Световните отборни титли на WWF                                                   | 11:07 |
| 7                                         | Ал Сноу (ш) поб. Биг Бос Мен                                                   | Мач в Адска клетка за Хардкор титлата на WWF със Стив Ломбарди като специален гост съдия         | 11:25 |
| 8                                         | Екс Пак поб. Крис Джерико (с Къртис Хюз) чрез дисквалификация                  | Индивидуален мач с Том Причард като специален гост съдия                                         | 12:57 |
| 9                                         | Трите Хикса поб. Скалата, Менкайнд, Кейн, Грамадата и Британския Булдог        | Шесторно предизвикателство за Титлата на WWF с Ледения Стив Остин като специален гост съдия      | 20:23 |
| - (ш) – указва шампиона/шампионите в мача |                                                                                |                                                                                                  |       |